# لارس فوکس
لارس فوکس (انگلیسی: Lars Fuchs؛ زادهٔ ۲۱ ژوئن ۱۹۸۲) بازیکن فوتبال اهل آلمان است.
از باشگاه‌هایی که در آن بازی کرده‌است می‌توان به باشگاه فوتبال هانوفر ۹۶، باشگاه فوتبال ماگدبورگ ۱، باشگاه فوتبال کارل زایس ینا، باشگاه فوتبال آینتراخت برانشوایگ، و باشگاه فوتبال اسنابروک اشاره کرد.